# Flora nicaragüense
Flora nicaragüense (abreviado Fl. Nicarag.) es un libro con ilustraciones y descripciones botánicas que fue escrito por el científico, botánico y educador nicaragüense Miguel Ramírez Goyena y publicado Managua en 2 volúmenes en los años 1909-1911.